# Ciclismo nos Jogos Olímpicos de Verão de 2020 - Estrada contra o relógio feminino
A prova de estrada contra o relógio feminino do ciclismo nos Jogos Olímpicos de Verão de 2020 ocorreu em 28 de julho de 2021 num percurso de 22,1 quilômetros no Fuji Speedway, em Oyama, Shizuoka. Um total de 25 ciclistas de 20 Comitês Olímpicos Nacionais (CON) participaram do evento.

## Qualificação
Cada Comitê Olímpico Nacional (CON) poderia inscrever até duas ciclistas qualificadas no contrarrelógio feminino. Todas as vagas foram atribuídas aos CONs, que poderiam selecionar as ciclistas a competir. As vagas no contrarrelógio não permitiam que os CONs enviassem ciclistas adicionais; os CONs precisavam ter vagas qualificadas na corrida em estrada para obter vagas no contrarrelógio. Havia um total de 25 vagas disponíveis para a prova, que foram alocadas da seguinte forma:
- As primeiras 15 vagas foram atribuídas através do ranking mundial de nações da União Ciclística Internacional (UCI), que receberam uma vaga cada um.

- As 10 nações com as ciclistas mais bem classificados no Campeonato Mundial de 2019 receberam uma vaga adicional cada. Cada CON poderia ganhar duas vagas se classificando em ambas as formas, casos de Países Baixos, Alemanha, Estados Unidos, Austrália, Canadá e França.

- Como a Ásia não estava representada, uma vaga foi dada ao melhor classificado do continente (Japão) em detrimento da 15ª colocada, França, que pode enviar apenas uma competidora.

- Uma vaga extra foi atribuída para Masomah Ali Zada, membro do Time Olímpico de Refugiados.[4]

Emilia Fahlin, da Suécia, desistiu de participar e não foi substituída.

## Formato
A prova consiste de uma corrida contra o relógio, com as 25 concorrentes largando com intervalos de um minuto e meio.
Os eventos de contrarrelógio masculino e feminino usaram um circuito de 22,1 quilômetros (13,7 milhas) que começou no interior do Fuji Speedway antes de descer em direção à saída do circuito. Em seguida, os ciclistas subiram gradativamente por 5 quilômetros (3,1 mi) em direção à primeira verificação de tempo intermediário. Os ciclistas então começaram outra descida em direção à segunda verificação, voltando para a entrada do Fuji Speedway. Depois de passar pela entrada, enfrentaram uma subida de 1,4 km (0,87 mi) antes de entrar no Fuji Speedway propriamente dito. Os ciclistas percorreram o circuito antes que a volta terminasse na linha de chegada. O ganho de elevação foi de aproximadamente 423 metros (1 388 pés).

## Calendário
Horário local (UTC+9)
| Dia         | Horário | Fase  |
| ----------- | ------- | ----- |
| 28 de julho | 11:30   | Final |

## Medalhistas
| Ouro   | NED Annemiek van Vleuten |
| Prata  | SUI Marlen Reusser       |
| Bronze | NED Anna van der Breggen |

## Resultados
A prova foi disputada em 28 de julho de 2021, com início as 11:30 locais.
| Pos.              | Bib | Ciclista                  | CON                               | Tempo    | Dif.       |
| ----------------- | --- | ------------------------- | --------------------------------- | -------- | ---------- |
| Medalha de ouro   | 6   | Annemiek van Vleuten      | NED Países Baixos                 | 30:13.49 |            |
| Medalha de prata  | 3   | Marlen Reusser            | SUI Suíça                         | 31:09.96 | + 56.47    |
| Medalha de bronze | 1   | Anna van der Breggen      | NED Países Baixos                 | 31:15.12 | + 1:01.63  |
| 4                 | 5   | Grace Brown               | AUS Austrália                     | 31:22.22 | + 1:08.73  |
| 5                 | 7   | Amber Neben               | USA Estados Unidos                | 31:26.13 | + 1:12.64  |
| 6                 | 4   | Lisa Brennauer            | GER Alemanha                      | 32:10.71 | + 1:57.22  |
| 7                 | 2   | Chloé Dygert              | USA Estados Unidos                | 32:29.89 | + 2:16.40  |
| 8                 | 10  | Ashleigh Moolman          | RSA África do Sul                 | 32:37.60 | + 2:24.11  |
| 9                 | 13  | Juliette Labous           | FRA França                        | 32:42.14 | + 2:28.65  |
| 10                | 9   | Elisa Longo Borghini      | ITA Itália                        | 33:00.89 | + 2:47.40  |
| 11                | 20  | Sarah Gigante             | AUS Austrália                     | 33:01.60 | + 2:48.11  |
| 12                | 15  | Leah Kirchmann            | CAN Canadá                        | 33:01.64 | + 2:48.15  |
| 13                | 14  | Lisa Klein                | GER Alemanha                      | 33:01.97 | + 2:48.48  |
| 14                | 22  | Karol-Ann Canuel          | CAN Canadá                        | 33:07.97 | + 2:54.48  |
| 15                | 19  | Omer Shapira              | ISR Israel                        | 33:15.84 | + 3:02.35  |
| 16                | 12  | Alena Amialiusik          | BLR Bielorrússia                  | 33:21.41 | + 3:07.92  |
| 17                | 8   | Emma Norsgaard            | DEN Dinamarca                     | 33:50.18 | + 3:36.69  |
| 18                | 23  | Anna Shackley             | GBR Grã-Bretanha                  | 34:13.60 | + 4:00.11  |
| 19                | 24  | Julie Van de Velde        | BEL Bélgica                       | 34:23.49 | + 4:10.00  |
| 20                | 18  | Katrine Aalerud           | NOR Noruega                       | 34:33.38 | + 4:19.89  |
| 21                | 17  | Christine Majerus         | LUX Luxemburgo                    | 34:34.13 | + 4:20.64  |
| 22                | 21  | Eri Yonamine              | JPN Japão                         | 34:34.97 | + 4:21.48  |
| 23                | 16  | Margarita Victoria García | ESP Espanha                       | 34:39.96 | + 4:26.47  |
| 24                | 11  | Anna Plichta              | POL Polônia                       | 34:56.95 | + 4:43.46  |
| 25                | 25  | Masomah Ali Zada          | EOR Equipe Olímpica de Refugiados | 44:04.31 | + 13:50.82 |